# 아와시마노카미

쿠니우미신화

아와시마노카미(일본어: 淡島神 あわしまのかみ[*])는 일본의 민속신앙의 신이다.

## 개요
와카야마현 와카야마시 카타의 아와시마 신사를 총본사로 하는 전국의 아와시마 신사와 아와지 신사의 제신이지만, 많은 신사에서는 메이지의 신불분리 등에 의해 스쿠나비코나노카미 등으로 대체되고 있다. 아와시마노카미를 모시는 아와시마당이라는 절도 곳곳에 있다.
부인병 치유를 시작으로, 순산・자수, 바느질 향상, 인형 공양 등 여성에 관한 모든 일에 영험이 있는 신으로 여겨졌으며, 에도 시대에는 아와시마 간닌(淡島願人)이라 불리는 사람들이 아와시마노카미의 인형을 모신 주방을 등에 업고, 아와시마노아키노카미의 신덕을 설파하면서 신앙이  전국에 퍼졋다.

## 아와시마노카미의 본체
아와시마노카미의 본체에 대해서는 다음과 같이 다양한 전승이 있다.
1. 스쿠나비코나노카미라는 설. 스쿠나비코나노카미가 의약의 신으로 여겨지고 있는 것이나, 『고사기(古事記)』나 『백기국풍토기(伯耆国風土記)』에 나라를 만든 스쿠나비코나노카미가 아와시마 (粟島)에서 상세의 나라로 건너갔다고 하는 기술이 있기 때문이다. 카타 아와시마 신사를 비롯한 많은 아와시마 신사가 이 설을 채택하고 있으며, 제신을 스쿠나비코나노카미 및 함께 이즈모국을 만든 오오쿠니누시로 삼고 있다.
2. 이자나기와 이자나미가 쿠니우미를 치렀을 때, 두 신의 둘째 아들로 "아와시마(淡島)"가 등장한다. 그러나 첫 아이인 히루코신(蛭子神)과 마찬가지로 장애가 있는 아이였기 때문에, 갈대배에 실려 떠내려가게 했기 때문에 자식에 포함하지 않는다고 한다.
3. 스미요시아키노카미(住吉明神)의 황후신이라는 설. 아와시마노카미는 아마테라스오오미카미의 여섯째 왕자신인 스미요시아키노카미에게 시집갔으나, 부인병에 걸려 아와시마(粟島)로 유배되어 버렸기 때문에, 그 곳에서 부인병에 걸린 사람들을 구하겠다는 맹세를 했다고 한다. 이것은 와카야마시 가타 맞은 편의 해안의 토모가시마가 스미요시 신사의 사령이었던 것으로 보아, 후세에 부회된 것으로 생각된다.
4. 바리사이죠(婆利塞女) 설. 3번째 설과도 관계가 있는데, 이 속에 바리사이죠는 16세 때인 3월 3일에 치아를 염색하고 스미요시아키노카미에게 시집갔는데 (그 때에 키이국의 키노미사키에서 셋츠국의 스미요시우라가지 간석지로 변했기 때문에, 그곳을 통행했다고 한다), 그 후 부인병을 앓았기 때문에 부부사이에 장애가 오는 것을 한탄하고 형대를 만들어 그 장애를 제거했다고 하며, 가타의 아와시마 신사에 여자로부터 인형이 봉납되는 것은 그것과 인연이 되었다고 한다. 또한 동명의 신녀로 하리사이죠가 있으며, 그 하리사이죠는 고즈 천왕의 황후신으로 여겨진다.

2번째와 3번째 설은 '배에 실려 떠내려갔다'는 점이 공통되고, 첫번째 설도 스쿠나비코나노카미가 배를 타고 바다 저편에서 왔다고 전해지므로, 배로 찾아온다는 점은 공통적이다. 또한, 세번째와 네번째 설은 여신이 부인병에 신험이 있다는 점이 공통되며, 아와시마노카미는 여신이므로 여성을 지킨다는 믿음도 뿌리깊다. 다만, 가타 아와시마 신사에서는 진구 황후가 모셔져 있어, 진구 황후 자체에도 순산이나 병에 효험이 있기 때문에, 첫번째 설이 남신이므로 여성을 지키지 않는다는 것은 아니다.

## 아와시마노카미를 모시는 사원

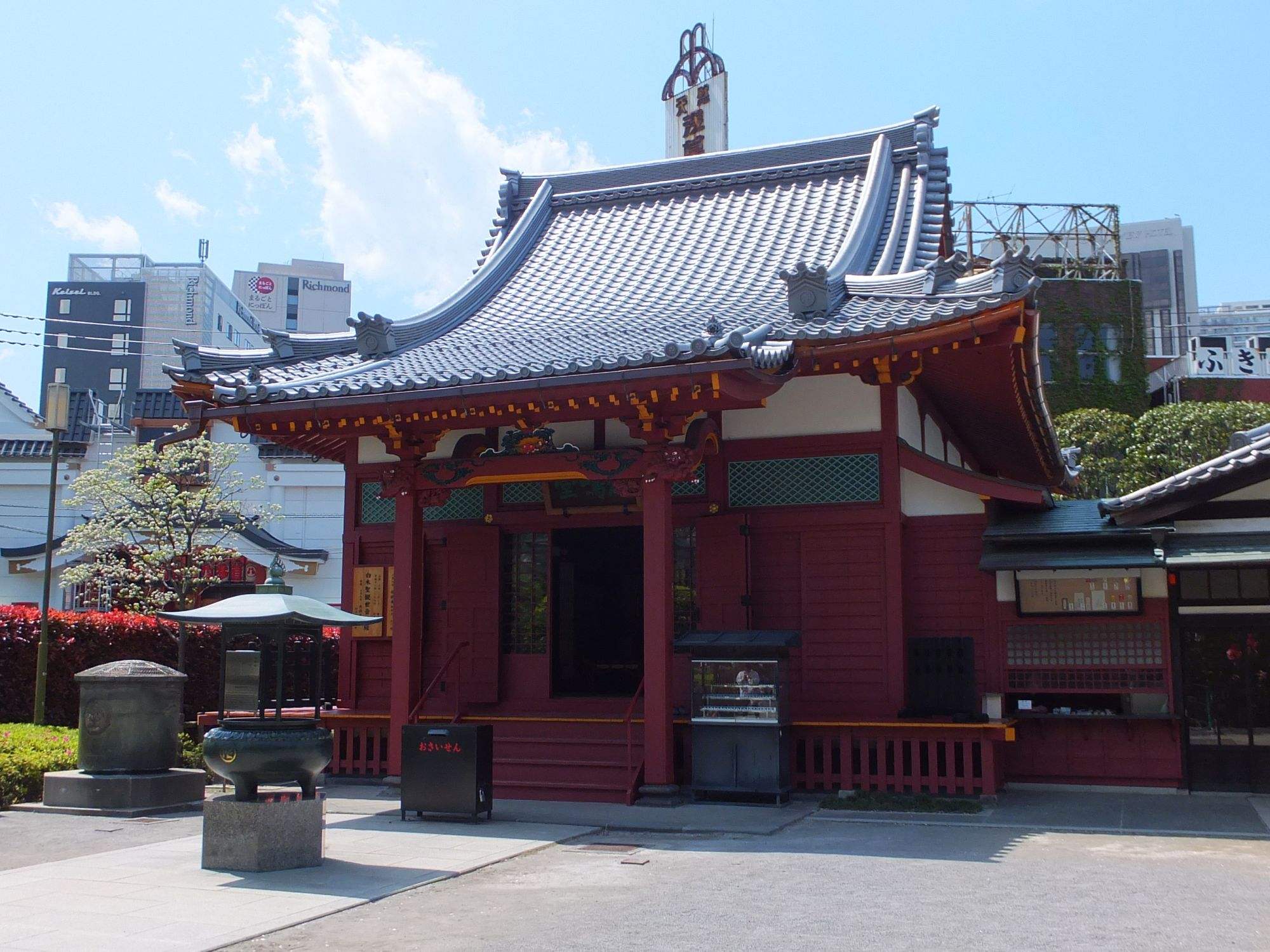
센소지 아와시마당

총본산인 아와시마 신사를 포함해, 아와시마노카미를 모시는 각지의 신사는 대부분 아와시마 신사 (淡島(嶋) 神社)나 아와시마 신사(粟島(嶋) 神社)로 칭하고 있다. 또한, 아래는 스쿠나비코나노카미(少彦名神)를 모시는 이와시마당이 존재하는 사원이다.
- 아와시마당 소토쿠지 (粟嶋堂宗徳寺) (교토시 시모교구)
- 하치만산 조코인 신간지 (八幡山浄光院森巖寺) (도쿄도 세타가야구)
- 센소지 아와시마당 (浅草寺淡島堂) (도쿄도 다이토구)

## 같이 보기
- 아와시마 신사 (淡島神社)
- 아와시마 신사 (粟島神社)
- 히루코
- 일본 신화의 신 목록
- 바늘 공양